# نمودار رنگرزی

نمودار رنگرزی پارچه پلی‌استری با رنگ‌های دیسپرس، در این نمودار هدایت و تغییر دما در طول زمان رنگرزی مشخص شده‌است.

نمودار رنگرزی کالای پشمی با موادرنگزای کرومی به روش ابتدا رنگرزی و بعد دندانه

نمودار یا گراف رنگرزی، نموداری‌است که در آن پیشبرد و هدایت عملیات رنگرزی ارائه می‌شود. در نمودار رنگرزی، زمان افزودن مواد رنگزا و مواد شیمیایی کمکی و همچنین کالایی که قرار است رنگرزی گردد، مشخص شده‌است. در این نمودار میزان دمای محلول رنگرزی در طول عملیات و زمان افزایش، کاهش و ثابت نگاه داشتن دما مشخص شده‌است.